# Dario Baldauf
Dario Baldauf (* 27. März 1985 in Bregenz) ist ein österreichischer Fußballspieler auf der Position eines Abwehrspielers.

## Karriere
Baldauf begann seine Vereinskarriere 1991 im Nachwuchsbereich von Schwarz-Weiß Bregenz, wechselte 1995 in die Jugend des FC Hard und schaffte spätestens 2002 den Sprung in die AKA Vorarlberg, ehe er diese im Jahre 2003 verließ, um zum FC Lustenau zu transferieren, für den er insgesamt 29 Ligaspiele, zwei Relegationsspiele und drei Pokalspiele absolvierte. Nach einem Jahr bei den Vorarlbergern wechselte er nach Niederösterreich zum FC Admira Wacker Mödling, dem er nach 16 Spielen und einem Tor ebenfalls nur ein Jahr treu blieb, bevor er im Jänner 2005 wieder zurück nach Vorarlberg wechselte, wo er einen Vertrag bei SC Schwarz-Weiß Bregenz unterzeichnen konnte. Für die schwarz-weißen Bregenzer lief er in 13 Spielen auf, doch es hielt ihn nur ein halbes Jahr in der vorarlbergerischen Landeshauptstadt, danach wechselte er zur Sommerpause vor der Saison 2005/06 zum SCR Altach, bei dem er in drei Jahren bis zu seinem Abgang im Jahr 2008 zu 57 Einsätzen sowie zwei Toren kam. Sein größter Erfolg bei den Altachern war der Aufstieg in die T-Mobile-Bundesliga in seiner ersten Saison für den Verein. Mitte des Jahres 2008 wurde Baldauf vom SCR Altach entlassen und blieb bis Oktober 2008 vereinslos, ehe er ein Angebot von seinem ehemaligen Verein, dem FC Lustenau, bekam, das er in darauffolgender Weise auch annahm. 2010 wechselte er zum Wolfsberger AC.
Nach der Saison 2016/17 verließ er den WAC. Nach acht Jahren ohne Verein wechselte Baldauf zur Saison 2025/26 nach Niederösterreich zum achtklassigen SV Mitterndorf.

## Erfolge
- 1× Meister der Red Zac-Ersten Liga: 2005/06 (Aufstieg in die T-Mobile-Bundesliga)
- 1× Vorarlbergs Fußballer des Jahres: 2003